# Masaaki Higashiguchi
Masaaki Higashiguchi (jap. 東口 順昭 Higashiguchi Masaaki; ur. 12 maja 1986 w Osace) – japoński piłkarz, reprezentant kraju. Obecnie zawodnik Gamba Osaka.

## Życiorys

### Kariera klubowa
W latach 2009−2013 występował w klubie Albirex Niigata.
1 stycznia 2014 podpisał kontrakt z japońskim klubem Gamba Osaka, umowa do 31 stycznia 2020.

### Kariera reprezentacyjna
W reprezentacji Japonii Masaaki Higashiguchi zadebiutował 9 sierpnia 2015 na stadionie Wuhan Sports Center Stadium (Wuhan, Chiny) podczas Pucharu Azji Wschodniej z reprezentacją Chin.

## Statystyki

### Reprezentacyjne
Stan na 18 grudnia 2019
| Reprezentacja Japonii | Reprezentacja Japonii | Reprezentacja Japonii |
| Rok                   | Mecze                 | Gole                  |
| --------------------- | --------------------- | --------------------- |
| 2015                  | 1                     | 0                     |
| 2016                  | 1                     | 0                     |
| 2017                  | 2                     | 0                     |
| 2018                  | 3                     | 0                     |
| 2019                  | 1                     | 0                     |
| Razem                 | 8                     | 0                     |

## Sukcesy

### Klubowe
Gamba Osaka
- Zwycięzca J1 League: 2014
- Zdobywca drugiego miejsca J1 League: 2015
- Zwycięzca Pucharu Japonii: 2014, 2015
- Zwycięzca Pucharu Ligi Japońskiej: 2014
- Zdobywca drugiego miejsca Pucharu Ligi Japońskiej: 2015, 2016
- Zwycięzca Superpucharu Japonii: 2015
- Zdobywca drugiego miejsca Superpucharu Japonii: 2016
- Zdobywca drugiego miejsca Copa Suruga Bank: 2015

### Reprezentacyjne
Japonia
- Zwycięzca Kirin Cup: 2011
- Zdobywca drugiego miejsca Kirin Cup: 2016
- Zdobywca drugiego miejsca Pucharu Azji: 2019
- Zdobywca drugiego miejsca Pucharu Azji Wschodniej: 2017